# Distrito de Sitapur
Sitapur (en hindi; सीतापुर ज़िला, urdu; ستا پور ضلع) es un distrito de India en el estado de Uttar Pradesh. Código ISO: IN.UP.SI.
Comprende una superficie de 5 743 km².
El centro administrativo es la ciudad de Sitapur.

## Demografía
Según censo 2011 contaba con una población total de 4 474 446 habitantes.